# پایگاه نیروی هوایی چابوا
پایگاه نیروی هوایی چابوا (به انگلیسی: Chabua Air Force Station) یک فرودگاه نظامی است که یک باند فرود آسفالت دارد و طول باند آن ۲۷۴۴ متر است. این فرودگاه در کشور هند قرار دارد و در ارتفاع ۱۱۲ متری از سطح دریا واقع شده‌است.